# María Vasco
Maria Vasco (ur. 26 grudnia 1975 w Barcelonie) – hiszpańska lekkoatletka, specjalizująca się w chodzie na 20 km.
Pięciokrotna uczestniczka igrzysk olimpijskich (1996-2012), w tym brązowa medalistka igrzysk olimpijskich z Sydney (2000). Wywalczyła też brązowy medal lekkoatletycznych mistrzostw świata w Osace (2007).

## Rekordy życiowe
- chód na 3000 m – 12:20,44 (2004)
- chód na 5000 m – 20:57,11 (2007)
- chód na 10 000 m – 43:02,04 (2001)
- chód na 5 km – 21:04 (2005)
- chód na 10 km – 43:02 (1998)
- chód na 20 km – 1:27:25 (2008)